# 구글 알리미
구글 알리미(Google Alerts)는 웹 검색 엔진 기업 구글이 제공하는 변화 감지 및 통보 서비스이다. 이 서비스는 웹 페이지, 신문 기사, 블로그, 학술 논문 등에서 사용자의 검색 용어와 일치하는 새 결과를 발견할 때 사용자에게 이메일을 보낸다. 2003년, 구글은 Naga Kataru의 노력의 결과물인 구글 알리미를 런칭했다. 그의 이름은 구글 알리미의 3개의 특허에 기술되어 있다.
구글은 2013년 기준으로 시스템이 정상 기능하지 않았다고 보고했다. 그러나 이 서비스는 여전히 운영 중이며 전 세계에서 온전히 접근이 가능하다. 구글 알리미는 심각한 성능 문제를 지속적으로 마주쳤으며 일시적으로 일부 지역에서 이용이 불가능하기도 했으나 구글의 기술 지원은 공식 포럼의 사용자에 의해 보고된 문제들을 성공적으로 해결하였다.

## 같이 보기
- 구글의 제품 목록
- 미디어 모니터링